# Вулиця Отамана Зеленого (Київ)
Ву́лиця Отама́на Зеле́ного — вулиця в Дарницькому районі міста Києва, місцевості Нова Дарниця, Рембаза. Пролягає від Бориспільської вулиці до тупика. 
Прилучається вулиця Юрія Литвинського.

## Історія
Вулиця виникла в середині XX століття під назвою Нова. 1957 року отримала назву Россошанська вулиця — на честь міста Розсош на землях Слобідської України, нині в складі Росії.  
Сучасна назва на честь отамана Зеленого — з серпня 2022 року.